# Grammy Award for Best Chamber Music Performance

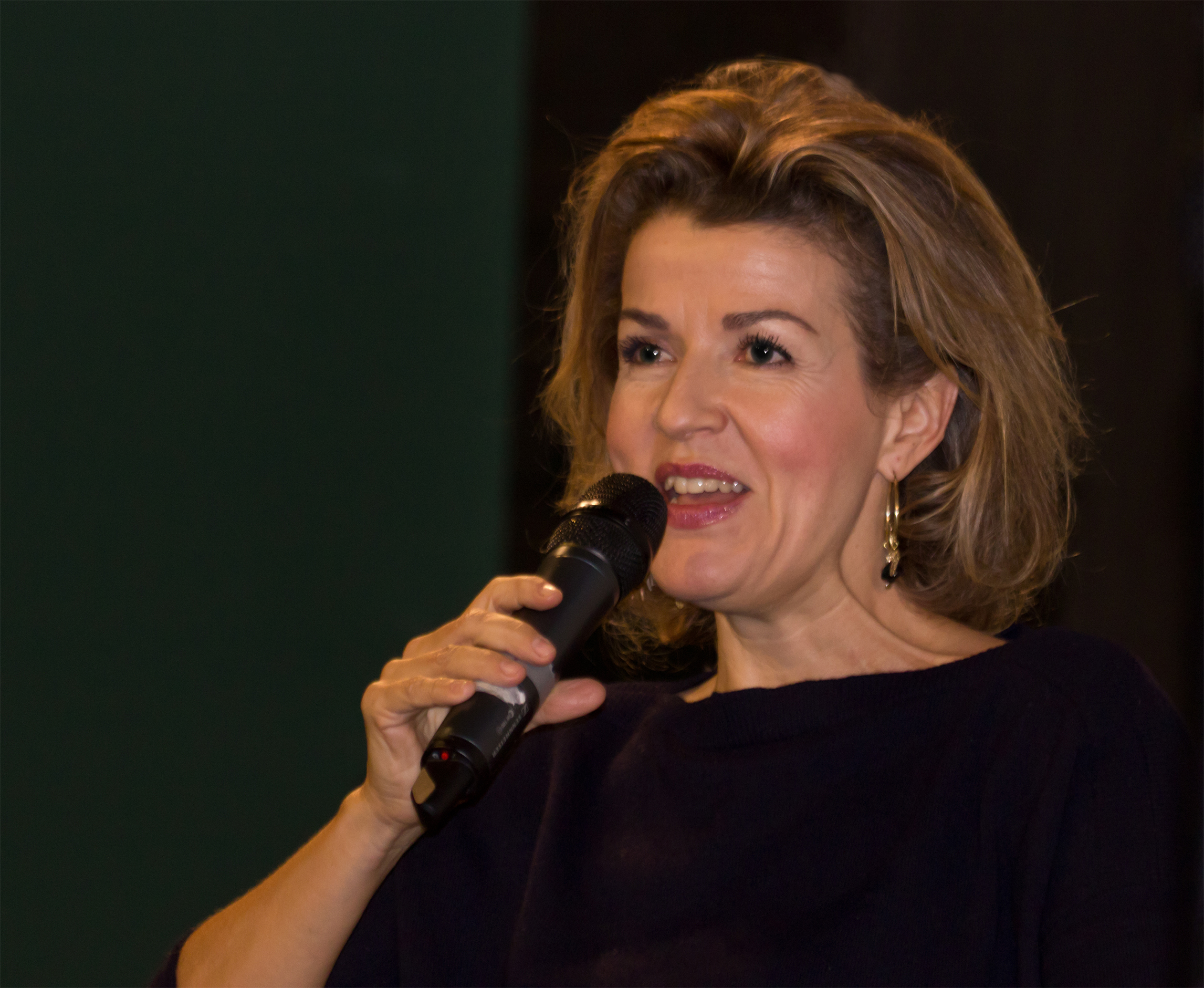
Anne-Sophie Mutter hat den Grammy Award for Best Chamber Music Performance im Jahr 2000 gemeinsam mit Lambert Orkis gewonnen

Der Grammy Award for Best Chamber Music Performance, auf Deutsch „Grammy-Auszeichnung für die beste Kammermusik-Darbietung“, ist ein Musikpreis, der von 1959 bis 2011 von der amerikanischen Recording Academy im Bereich der klassischen Musik verliehen wurde.

## Geschichte und Hintergrund
Die seit 1959 verliehenen Grammy Awards werden jährlich in zahlreichen Kategorien von der Recording Academy in den Vereinigten Staaten vergeben, um künstlerische Leistung, technische Kompetenz und hervorragende Gesamtleistung ohne Rücksicht auf die Album-Verkäufe oder Chart-Position zu würdigen.
Eine dieser Kategorien war der Grammy Award for Best Chamber Music Performance. Der Preis wurde von 1959 bis 2011 vergeben und verzeichnete im Laufe des Bestehens mehrere kleinere Namensänderungen:
- Von 1959 bis 1960 hieß die Auszeichnung Grammy Award for Best Classical Performance - Chamber Music (including chamber orchestra)
- 1961 wurde er in Grammy Award for Best Classical Performance - Vocal or Instrumental - Chamber Music umbenannt
- Von 1962 bis 1964 nannte er sich Grammy Award for Best Classical Performance - Chamber Music
- 1965 war die Bezeichnung Grammy Award for Best Chamber Music Performance - Vocal and Best Chamber Music Performance - Instrumental
- Von 1966 bis 1967 hieß die Kategorie Grammy Award for Best Classical Chamber Music Performance - Instrumental or Vocal
- Von 1968 bis 1990 nannte sie sich Grammy Award for Best Chamber Music Performance
- 1991 wurde die Auszeichnung Grammy Award for Best Chamber Music or Other Small Ensemble Performance vergeben
- Von 1992 bis 2011 nannte sie sich Grammy Award for Best Chamber Music Performance.

Die Auszeichnung wurde im Jahr 2011 im Rahmen einer umfassenden Überarbeitung der Grammy-Kategorien eingestellt. Seit 2012 werden Aufnahmen aus dem Bereich der Kammermusik in der Kategorie Grammy Award for Best Small Ensemble Performance ausgezeichnet.

## Gewinner und Nominierte
| Jahr | Gewinner | Nationalität                                               | Werk | Nominierte | Bild des/der Gewinner(s) |
| ---- | --- | ---------------------------------------------------------- | --- | --- | ------------------------ |
| 1959 | Hollywood String Quartet                                                                                                | Vereinigte Staaten                                         | Beethoven: „Streichquartett Nr. 13 op. 130 in B-Dur“ | |                          |
| 1960 | Arthur Rubinstein | Polen Vereinigte Staaten                                   | Beethoven: Klaviersonate Nr. 21 in C-Dur (Waldstein) und Nr. 18 Es-Dur | |                          |
| 1961 | Laurindo Almeida | Brasilien                                                  | Conversations With the Guitar | |                          |
| 1962 | Jascha Heifetz, Gregor Piatigorsky und William Primrose                                                                 | Russland Vereinigte Staaten Ukraine Vereinigtes Königreich | Beethoven: Serenade, Op. 8/ Kodály: Duo für Violine und Cello, Op. 7 | |                          |
| 1963 | Jascha Heifetz, Gregor Piatigorsky und William Primrose                                                                 | Russland Vereinigte Staaten Ukraine Vereinigtes Königreich | The Heifetz-Piatigorsky Concerts With Primrose, Pennario and Guests | |                          |
| 1964 | Julian Bream | Vereinigtes Königreich                                     | Evening of Elizabethan Music | |                          |
| 1965 | Noah Greenberg (Dirigent) und New York Pro Musica                                                                       | Vereinigte Staaten                                         | It Was a Lover and His Lass (Gesangspreis) | |                          |
| 1965 | Jascha Heifetz, Jacob Lateiner und Gregor Piatigorsky                                                                   | Russland Vereinigte Staaten Ukraine                        | Beethoven: Trio Nr. 1 in e-Moll, Op.1 #1 (Instrumentalpreis) | |                          |
| 1966 | The Juilliard String Quartet                                                                                            | Vereinigte Staaten                                         | Bartók: Die sechs Streichquartette | |                          |
| 1967 | Boston Symphony Chamber Players                                                                                         | Vereinigte Staaten                                         | Boston Symphony Chamber Players - Werke von Mozart, Brahms, Beethoven, Fine, Copland, Carter, Piston | |                          |
| 1968 | Ravi Shankar und Yehudi Menuhin                                                                                         | Indien Vereinigte Staaten                                  | West Meets East | |                          |
| 1969 | Vittorio Negri (Dirigent), E. Power Biggs und das Edward Tarr Ensemble                                                  | Italien Vereinigte Staaten                                 | Glory of Gabrieli Vol. II - Canzonas for Brass, Winds, Strings and Organ | |                          |
| 1970 | Chicago Brass Ensemble, Cleveland Brass Ensemble und Philadelphia Brass Ensemble                                        | Vereinigte Staaten                                         | Gabrieli: Antiphonal Music of Gabrieli | |                          |
| 1971 | Eugene Istomin, Leonard Rose & Isaac Stern                                                                              | Vereinigte Staaten                                         | Beethoven: The Complete Piano Trios | |                          |
| 1972 | The Juilliard String Quartet                                                                                            | Vereinigte Staaten                                         | Debussy: Quartett in G-Moll / Ravel: Quartett in F-Dur | |                          |
| 1973 | Julian Bream & John Christopher Williams                                                                                | Vereinigtes Königreich Australien                          | Julian and John (Werke von Lawes, Carulli, Albeniz, Granados) | |                          |
| 1974 | Gunther Schuller (Dirigent) und das New England Conservatory Ragtime Ensemble                                           | Vereinigte Staaten                                         | Joplin: The Red Back Book | |                          |
| 1975 | Pierre Fournier, Arthur Rubinstein und Henryk Szeryng                                                                   | Frankreich Polen Vereinigte Staaten Mexiko                 | Brahms: Trios (Gesamtaufnahme) / Schumann: Trio Nr. 1 in D-Moll | |                          |
| 1976 | Pierre Fournier, Arthur Rubinstein und Henryk Szeryng                                                                   | Frankreich Polen Vereinigte Staaten Mexiko                 | Schubert: Trios Nr. 1 in B-Dur, Op. 99, und Nr. 2 in Es-Dur, Op. 100 (Klaviertrios) | |                          |
| 1977 | David Munrow (Dirigent) und das Early Music Consort of London                                                           | Vereinigtes Königreich                                     | The Art of Courtly Love | |                          |
| 1978 | The Juilliard String Quartet                                                                                            | Vereinigte Staaten                                         | Schönberg: Streichquartette (Gesamtaufnahme) | |                          |
| 1979 | Itzhak Perlman und Wladimir Dawidowitsch Aschkenasi                                                                     | Israel Russland                                            | Beethoven: Sonaten für Violine und Klavier | |                          |
| 1980 | Dennis Russell Davies (Dirigent) und das Saint Paul Chamber Orchestra                                                   | Vereinigte Staaten                                         | Copland: Appalachian Spring | |                          |
| 1981 | Itzhak Perlman und Pinchas Zukerman                                                                                     | Israel                                                     | Music for Two Violins (Moszkowski: Suite For Two Violins/Shostakovich: Duets/Prokofiev: Sonata for Two Violins) Music For Two Violins (Moszkowski: Suite für zwei Violinen) / Schostakowitsch: Duette / Prokofjew: Sonate für zwei Violinen | |                          |
| 1982 | Wladimir Dawidowitsch Aschkenasi, Lynn Harrell und Itzhak Perlman                                                       | Russland Vereinigte Staaten Israel                         | Tchaikovsky: Klaviertrio in A-Moll | |                          |
| 1983 | Richard Goode und Richard Stoltzman                                                                                     | Vereinigte Staaten                                         | Brahms: Die Sonaten für Klarinette und Klavier, Op. 120 | |                          |
| 1984 | Mstislaw Leopoldowitsch Rostropowitsch und Rudolf Serkin                                                                | Russland Österreich Vereinigte Staaten                     | Brahms: Sonate für Cello und Klavier in E-Moll, Op. 38 und Sonate in F-Dur, Op. 99 | |                          |
| 1985 | The Juilliard String Quartet                                                                                            | Vereinigte Staaten                                         | Beethoven: Die späten Streichquartette | |                          |
| 1986 | Emanuel Ax und Yo-Yo Ma                                                                                                 | Vereinigte Staaten                                         | Brahms: Cello- und Klaviersonaten in E-Moll und F | |                          |
| 1987 | Emanuel Ax und Yo-Yo Ma                                                                                                 | Vereinigte Staaten                                         | Beethoven: Cello- und Klaviersonate Nr. 4 in C mit Variationen | |                          |
| 1988 | Wladimir Dawidowitsch Aschkenasi, Lynn Harrell und Itzhak Perlman                                                       | Russland Vereinigte Staaten Israel                         | Beethoven: Die gesamten Klaviertrios | |                          |
| 1989 | David Corkhill, Evelyn Glennie, Murray Perahia und Georg Solti                                                          | Vereinigtes Königreich Vereinigte Staaten Ungarn           | Bartók: Sonate für zwei Klaviere und Schlagzeug | |                          |
| 1990 | The Emerson String Quartet                                                                                              | Vereinigte Staaten                                         | Bartók: 6 Streichquartette | |                          |
| 1991 | Daniel Barenboim und Itzhak Perlman                                                                                     | Argentinien Israel                                         | Brahms: Die drei Violinsonaten | |                          |
| 1992 | Emanuel Ax, Jaime Laredo, Yo-Yo Ma und Isaac Stern                                                                      | Vereinigte Staaten                                         | Brahms: Pianoquartette (Op. 25 und 26) | |                          |
| 1993 | Emanuel Ax und Yo-Yo Ma                                                                                                 | Vereinigte Staaten                                         | Brahms: Sonaten für Cello & Klavier | |                          |
| 1994 | The Emerson String Quartet                                                                                              | Vereinigte Staaten                                         | Ives: Streichquartette Nr. 1, 2 / Barber: Streichquartett Op. 11 (American Originals) | |                          |
| 1995 | Daniel Barenboim, Dale Clevenger, Larry Combs, Daniele Damiano, Hansjorg Schellenberger und die Berliner Philharmoniker | Argentinien Israel Vereinigte Staaten Deutschland          | Beethoven / Mozart: Quintette (Chicago-Berlin) | |                          |
| 1996 | Emanuel Ax, Yo-Yo Ma und Richard Stoltzman                                                                              | Vereinigte Staaten                                         | Brahms / Beethoven / Mozart: Klarinettentrios | |                          |
| 1997 | The Cleveland Quartet                                                                                                   | Vereinigte Staaten                                         | Corigliano: Streichquartett | |                          |
| 1998 | The Emerson String Quartet                                                                                              | Vereinigte Staaten                                         | Beethoven: Die Streichquartette | |                          |
| 1999 | André Previn und Gil Shaham                                                                                             | Vereinigte Staaten                                         | American Scenes (Werke von Copland, Previn, Barber, Gershwin) | |                          |
| 2000 | Anne-Sophie Mutter und Lambert Orkis                                                                                    | Deutschland Vereinigte Staaten                             | Beethoven: Violinsonaten (Nr. 1-3, Op. 12; Nr. 1-3, Op. 30; Frühlingssonate) | |                          |
| 2001 | The Emerson String Quartet                                                                                              | Vereinigte Staaten                                         | Schostakowitsch: Die Streichquartette | |                          |
| 2002 | The Angeles String Quartet                                                                                              | Vereinigte Staaten                                         | Joseph Haydn: Sämtliche Streichquartette | |                          |
| 2003 | Takács Quartet | Vereinigte Staaten                                         | Beethoven: Streichquartette (Razumovsky Op. 59, 1-3; Harp Op. 74) | |                          |
| 2004 | Kronos Quartet und Dawn Upshaw                                                                                          | Vereinigte Staaten                                         | Berg: Lyrische Suite | |                          |
| 2005 | Martha Argerich und Michail Wassiljewitsch Pletnjowv                                                                    | Argentinien Russland                                       | Prokofjew: Cinderella – Suite For Two Pianos / Ravel: Ma mère l'oye | |                          |
| 2006 | The Emerson String Quartet                                                                                              | Vereinigte Staaten                                         | Mendelssohn: Sämtliche Streichquartette | |                          |
| 2007 | The Emerson String Quartet                                                                                              | Vereinigte Staaten                                         | Intimate Voices | - Chamber Works For Winds And Strings By Mozart von den Chicago Chamber Musicians - Corigliano: Violin Sonata, Etude Fantasy von Andrew Russo mit Corey Cerovsek und Steven Heyman - Martha Argerich And Friends: Live From The Lugano Festival 2005 von Martha Argerich und Freunden - Shostakovich: Piano Trios 1 & 2, Seven Romances On Verses By Alexander Blok vom Beaux Arts Trio                                                    |                          |
| 2008 | Eighth Blackbird | Vereinigte Staaten                                         | Strange Imaginary Animals | - On The Threshold Of Hope von Künstler des Royal Conservatory Ensemble - Saint-Saëns / Poulenc / Devienne / Milhaud von Oleg Maisenberg und Sabine Meyer - Tchaikovsky: Three String Quartets vom Souvenir de Florence Ying Quartet - 30 Songs Of The Russian People von Joseph Banowetz und Alton Chung Ming Chan |                          |
| 2009 | Pacifica Quartet | Vereinigte Staaten                                         | Elliott Carter: Streichquartette Nr. 1 und 5 | - Brahms: Streichquartett op. 51, Nr. 2, Klavierquintett op. 34 von Stephen Hough und dem Takács Quartet - Folk Songs vom Trio Mediaeval - Right Through the Bone – Julius Röntgen Chamber Music vom ARC Ensemble - String Poetic von Jennifer Koh und Reiko Uchida |                          |
| 2010 | The Emerson String Quartet                                                                                              | Vereinigte Staaten                                         | Intimate Letters | - Ginastera: Streichquartette vom Enso Quartet mit Lucy Shelton - The Hungarian Album vom Guarneri Quartet - Schumann/Bartók - The Berlin Recital von Martha Argerich und Gidon Kremer - Tōru Takemitsu: And Then I Knew 'Twas Wind von Yolanda Kondonassis, Cynthia Phelps und Joshua Smith |                          |
| 2011 | Parker Quartet |                                                            | Ligeti: Streichquartette Nr. 1 & 2 | - Beethoven: Complete Sonatas for Violin & Piano von Isabelle Faust und Alexander Melnikow - Gnattali: Solo & Chamber Works for Guitar von Marc Regnier (Tacy Edwards, Natalia Khoma, Marco Sartor) - Porter, Quincy: Complete Viola Works von Eliesha Nelson & John McLaughlin Williams (Douglas Rioth; Northwest Sinfonia) - Schoenberg: String Quartets Nos. 3 & 4 vom Fred Sherry String Quartet (Christopher Oldfather, Rolf Schulte) |                          |